# Palapye (underdistrikt)
Palapye är ett underdistrikt i Botswana.   Det ligger i distriktet Central, i den östra delen av landet, 290 km nordost om huvudstaden Gaborone.
Omgivningarna runt Palapye är huvudsakligen savann. Runt Palapye är det mycket glesbefolkat, med 6 invånare per kvadratkilometer.